# Île des Pilotes
L'île des Pilotes est une île située sur le Rhône, dans le département des Bouches-du-Rhône en région Provence-Alpes-Côte d'Azur, appartenant administrativement à Arles.

## Description
Située rive droite du Rhône, en amont de salin de Giraud. Elle s'étend sur environ 2,8 km de longueur pour une largeur de près de 760 m. Entièrement cultivée, un pont suspendu la relie à la rive est du Rhône au sud-ouest de l'île.
Il y avait encore dans les années 1930 une importante colonie d'aigrettes dans l'île.

## Histoire
Cet ilot servait de base aux pilotes signaleurs qui accompagnaient les barques, allèges et autres petits voiliers qui remontaient le Rhône, vers Arles ou qui rejoignaient la foire de Beaucaire, d'où son nom. 
Le pont suspendu a été établi en 1927 par les établissements métallurgiques Leinekugel-Lecocq à la suite de la demande de Madame Santy-Lavigne, propriétaire du domaine de Chartrouse. L'autorisation de construire ce passage privé est accordée par arrêté du 27 juin 1927. Il a été restauré dans les années 1990 par l'entreprise Freyssinet.